# Misión Voulet-Chanoine
La Misión Voulet-Chanoine, también llamada Misión Centroafricana-Chad (en francés: mission Afrique Centrale-Tchad), fue una expedición militar francesa enviada desde Senegal en 1898 para conquistar la cuenca del Chad y unificar todos los territorios franceses en África occidental. Esta expedición operó conjuntamente con otras dos, las misiones Foureau-Lamy y Gentil, que avanzaron desde Argelia y el Congo francés respectivamente. La negativa del comandante de la expedición y su segundo al mando a seguir órdenes de Francia, el asesinato de un oficial al mando y sus posteriores muertes a manos de sus propios soldados arrojaron una sombra oscura sobre el emergente imperio colonial de Francia en África al final del siglo XIX. La expedición es recordada por su descenso a la depravación y la violencia extrema, acciones que hoy legalmente serían consideradas crímenes de guerra.

## Estructura y directivas
La misión Voulet-Chanoine al lago Chad partió de Dakar en noviembre de 1898 y atravesó el Sudán francés (actual Malí). Estaba compuesto por 50 tiradores senegaleses, 20 spahis (ambas unidades reclutadas en África Occidental) y 30 intérpretes, pero el grueso lo formaban 400 auxiliares y 800 porteadores que fueron puestos en servicio. La fuerza estaba dirigida por nueve europeos: los dos comandantes, el teniente experto en artillería Paul Joalland, el teniente Louis Peteau, el teniente de marina Marc Pallier, el médico Dr. Henric y tres suboficiales. La expedición estaba completamente armada con artillería, ametralladoras, cientos de rifles y millones de municiones. 
Al mando estaban el capitán Paul Voulet (1866-1899)  y su ayudante, el teniente Julien Chanoine (1870-1899).  Sus colegas oficiales decían que el capitán, hijo de un médico de 32 años, mezclaba "un verdadero amor por la sangre y la crueldad, junto con una sensibilidad a veces tonta"; mientras que el teniente, hijo del general y futuro ministro de Guerra Charles Chanoine, fue juzgado impulsivo, despiadado y "cruel por sangre fría y por placer". Ambos ya habían demostrado su crueldad y eficacia dos años antes, cuando invadieron los reinos mossi y conquistaron su capital, Uagadugú. 
La misión fue idea de Voulet, quien la vio como un medio para avanzar en su carrera. Buscó activamente el apoyo de los políticos franceses, lo que fue difícil de obtener porque los conflictos dividieron y preocuparon al Ministro de Colonias André Lebon y al Ministro de Asuntos Exteriores Gabriel Hanotaux. La crisis política del caso Dreyfus también consumió la atención de los políticos franceses, lo que hizo aún más difícil que Voulet fuera escuchado. A pesar de estos obstáculos, obtuvo la aprobación de su proyecto, con la ayuda de su ayudante Chanoine.
Los cuatro meses de retraso en el inicio de la misión (y los muy limitados fondos otorgados) tuvieron consecuencias nefastas para el futuro. Voulet ignoró por completo las jerarquías locales y se tomó libertades con las órdenes que recibió,  que de todos modos eran muy vagas: sólo se le pidió que explorara el territorio entre el río Níger y el lago Chad, y pusiera el área "bajo protección francesa". El Ministro de Colonias se limitó a decir: "No pretendo poder darle instrucciones sobre qué ruta elegir o cómo debe comportarse con los jefes nativos".  En opinión del historiador británico G. Regan, esto significaba "dar carta blanca a dos conocidos psicópatas uniformados",  especialmente porque Voulet ya había dicho al gobernador del Sudán francés que pensaba aplastar cualquier resistencia mediante pueblos en llamas. 

## División y reunión de la columna

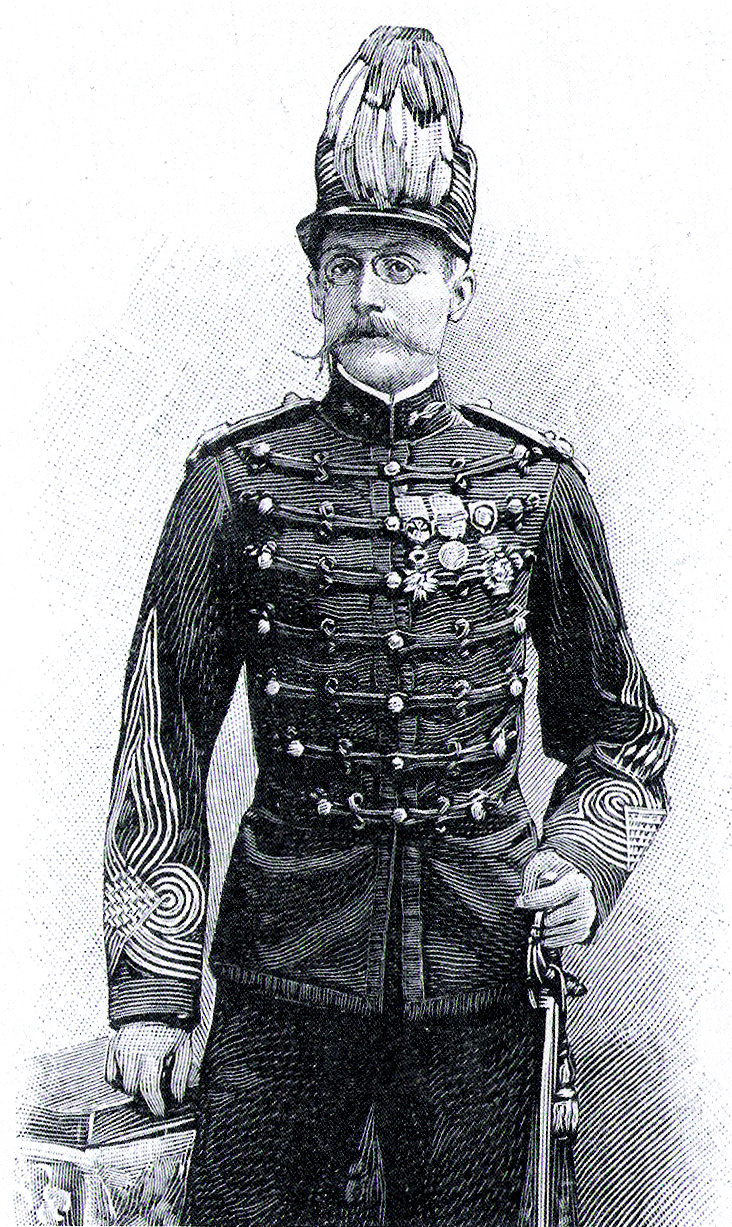
Teniente coronel Jean-François Klobb

Cuando la columna llegó a Koulikoro, en el Níger, se dividió. Chanoine dirigió la mayor parte de la expedición por tierra a través de la curva de 600 millas del río, mientras que Voulet llevó al resto de los hombres río abajo hasta Tombuctú, en manos del teniente coronel Jean-François Klobb, quien le proporcionó otros 70 tiradores y 20 spahis. Chanoine tenía cada vez más dificultades para encontrar provisiones para su gran columna en la árida región por donde marchaba. Comenzó a saquear las aldeas en el camino y dio órdenes de fusilar a cualquiera que intentara escapar. Además de estos problemas, estalló una epidemia de disentería. Al final de los primeros dos meses, la misión había perdido 148 portadores a causa de la enfermedad.  
Voulet y Chanoine se reunieron con la expedición en enero en Say, el puesto francés más oriental en Sudán (el actual Níger). La columna contaba ahora con 2.000 hombres, muy por encima del número que sus suministros podían sostener. Aunque estaban en zonas controladas por los franceses, las tropas de Voulet comenzaron a saquear, violar y matar. Uno de los episodios más brutales fue el saqueo del pueblo de Sansanné-Haoussa el 8 de enero de 1899. Ciento una personas fueron asesinadas, entre ellas treinta mujeres y niños, para dar ejemplo en represalia por las heridas sufridas por un par de sus soldados. Cuando a finales de mes la misión abandonó el río Níger para pasar a las zonas semidesérticas que se extendían hacia el este, su marcha se convirtió en una orgía interminable de saqueos y matanzas.  

## Escándalo en París
En enero, el teniente Peteau, uno de los oficiales de la misión, le dijo a Voulet que ya estaba harto y que se marchaba; Voulet respondió despidiéndolo el 29 de enero de 1899 por "falta de disciplina y entusiasmo". Esta decisión finalmente resultó contraproducente: el 15 de febrero, Peteau escribió una carta a su prometida en la que detallaba detalladamente las atrocidades cometidas por Voulet y Chanoine de las que había sido testigo. La prometida de Peteau se puso en contacto con su diputado local, quien rápidamente envió su carta al ministro de Colonias, Antoine Guillain. Esto motivó la decisión del Ministerio Dupuy, el 20 de abril, de detener a Voulet y Chanoine y enviar órdenes al gobernador general del Sudán francés, coronel Vimard, para que los sustituyera al frente de la misión por el gobernador de Tombuctú, Klobb. Entre las principales preocupaciones del gobierno francés estaba que Voulet estaba llevando a cabo sus depredaciones en Sokoto, un territorio no conquistado que por el acuerdo anglo-francés de junio de 1898 había sido asignado al Reino Unido.
Klobb abandonó inmediatamente Tombuctú, tomando a cincuenta tiradores y al teniente Octave Meynier como segundo. Mientras tanto, Voulet encontraba una resistencia considerable a su avance por parte de la reina local Sarraounia, y en Lougou, el 16 de abril, se enfrentó a su batalla más dura hasta el momento, con 4 hombres muertos y 6 heridos.  Voulet se vengó el 8 de mayo: en una de las peores masacres de la historia colonial francesa, masacró a todos los habitantes de la ciudad de Birni-N'Konni, matando posiblemente a miles de personas. 

## La rebelión de Voulet

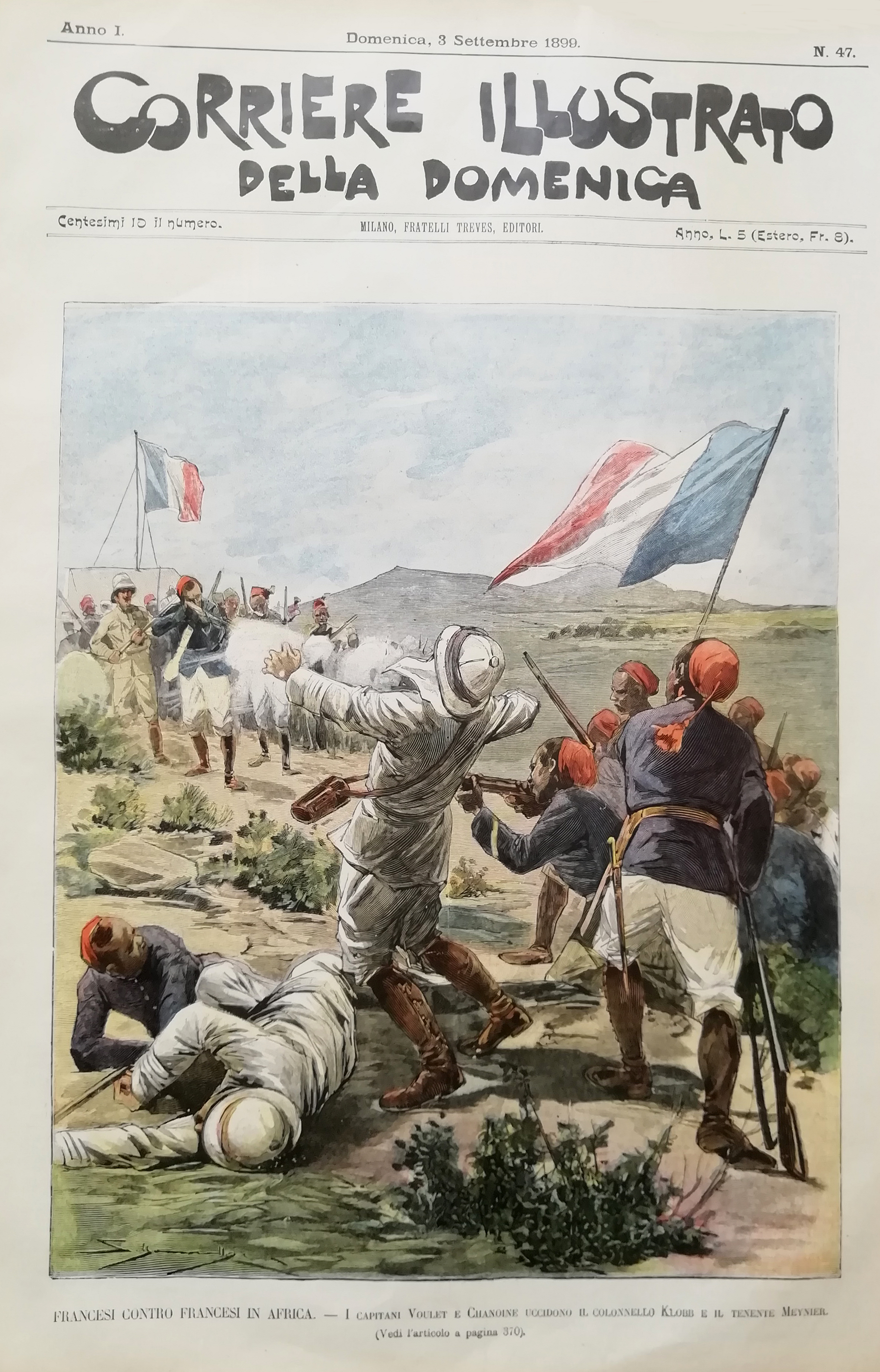
El asesinato del teniente coronel Klobb.

Klobb siguió el rastro dejado por el paso de la "columna infernal ", una serie de pueblos quemados y cadáveres carbonizados. Pasó junto a árboles donde habían ahorcado a mujeres y a hogueras donde habían asado a niños. También encontró los cadáveres de los guías de la expedición; los que habían disgustado a Voulet habían sido colgados vivos en una posición en la que el pie iba para las hienas y el resto del cuerpo para los buitres. 
El 10 de julio, tras una persecución de más de 2.000 kilómetros Klobb llegó a Damangara, cerca de Zinder, donde los aldeanos le informaron que Voulet y sus hombres estaban a sólo unas horas de marcha por delante. Envió a un sargento africano con dos soldados a entregarle a Voulet una carta informándole que había sido destituido de su cargo y que debía regresar a casa inmediatamente, a esto Voulet respondió que tenía 600 armas contra sus cincuenta (de Klobb), y que las usaría si se atrevía a acercarse. Voulet y Chanoine tuvieron cuidado de no informar a los demás oficiales de la carta de Klobb y en los días siguientes los mantuvieron ocupados en redadas. El 13 de julio llevó a cabo su última masacre: después de que un aldeano matara a dos de sus hombres, Voulet hizo masacrar a 150 mujeres y niños. Esa misma noche escribió una segunda carta a Klobb, en la que nuevamente le pedía que no intentara acercarse.
Klobb no creía que los otros oficiales o los fusileros se atrevieran a matar, o dejar que mataran, a un oficial superior. No sabía que Voulet había mantenido en secreto las nuevas órdenes y que, como precaución, se había asegurado de que sólo él y Chanoine estuvieran presentes para recibirlo. En consecuencia, a la mañana siguiente, Klobb se dirigió con sus hombres a Dankori, donde esperaba Voulet. Al verlo, Voulet ordenó a sus hombres que se dispersaran y envió a Klobb una última advertencia, que Klobb ignoró.
Klobb, después de decir a sus hombres que no abrieran fuego bajo ninguna circunstancia, en uniforme de gala y con su medalla de la Legión de Honor prendida en el pecho, avanzó solo hacia Voulet, quien seguía diciéndole que regresara. Para enfatizar sus advertencias, Voulet ordenó disparar dos salvas al aire. Cuando Klobb se dirigió a los hombres de Voulet y les recordó sus deberes, Voulet los amenazó con una pistola y les ordenó abrir fuego. Klobb cayó herido, aún ordenando a sus hombres que no respondieran al fuego; pero sus palabras quedaron truncadas por una nueva salva que lo mató, mientras sus soldados huían.  

## Las muertes de Voulet y Chanoine

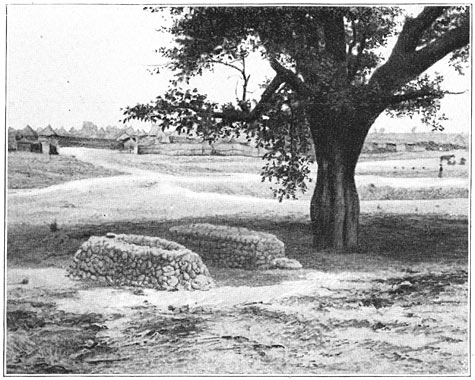
Tumbas de Voulet y Chanoine cerca del pueblo de Maijirgui, Níger. Foto tomada en 1906.

La noche del asesinato de Klobb, Voulet informó a sus oficiales del enfrentamiento y, mientras se quitaba los galones, proclamó: "Ya no soy francés, soy un jefe negro. Con vosotros fundaré un imperio" (Je ne suis plus Français, je suis un chef noir. Avec vous, je vais fonder un empire). La reacción de los oficiales estuvo lejos de ser entusiasta y su humor contagió a la tropa. El 16 de julio, un informante le dijo a Voulet que la tropa estaba a punto de amotinarse. Voulet y Chanoine reunieron a los fusileros, y después de disparar al informante delante de la tropa (por informarle demasiado tarde del inminente motín), Voulet arengó a los soldados sobre su deber de obedecer a sus líderes, mientras al mismo tiempo les disparaba. Los senegaleses respondieron al fuego y mataron a Chanoine, pero Voulet escapó en la oscuridad y encontró refugio con algunos aldeanos. Luego, un sargento informó al teniente Pallier, el primer oficial francés que encontró, de lo sucedido y le prometió la lealtad de la tropa. 
El último capítulo de la rebelión de Voulet tuvo lugar a la mañana siguiente, cuando intentó volver a entrar en el campamento, pero fue bloqueado por un centinela que se negó a dejarle pasar. Voulet le disparó, pero falló y el centinela lo mató.  Pallier, que ahora estaba al mando, decidió tomar Zinder, entonces la ciudad más grande del actual Níger y antiguo vasallo del Imperio Bornu.  Pallier derrotó al gobernante local sarki Amadou y tomó la ciudad el 30 de julio 

## La finalización de la misión
Poco después, Pallier abandonó Zinder con 300 fusileros para realizar un reconocimiento de la ruta hacia el lago Chad, pero un motín entre sus hombres lo obligó a regresar prematuramente a la ciudad. Los soldados lo habían amenazado con matarlo si no los llevaba inmediatamente a Zinder y prometía enviarlos de regreso al Sudán francés. En consecuencia, en Zinder decidió dividir la expedición: 300 fusileros, el teniente Pallier, el doctor Henric y dos suboficiales franceses partieron inmediatamente hacia el Sudán francés, mientras que los 270 fusileros restantes (que se habían comprometido a continuar la misión durante un año más) ellos mismos bajo el mando del teniente Paul Joalland. El ex oficial de Klobb, el teniente Octave Meynier, se convirtió en el segundo oficial de Joalland y la expedición pasó a ser conocida como la Misión Joalland-Meynier. 
Joalland y Meynier permanecieron algún tiempo en Zinder para pacificar la zona; El sarki Amadou fue asesinado el 15 de septiembre durante una escaramuza que puso el territorio de Zinder bajo control total. Esto liberó a los dos oficiales franceses para abandonar Zinder el 3 de octubre para continuar con su reconocimiento. Se llevaron 170 hombres y un cañón, mientras que 100 hombres se quedaron atrás para asegurar la ciudad bajo el mando del sargento Bouthel, que esperaba la misión Foureau-Lamy que se dirigía hacia Zinder desde Argel a través del Sahara, y que llegó en noviembre. 
En enero de 1900, Foureau y Lamy abandonaron Zinder y se dirigieron al sureste hacia el río Komadugu Yobe. Siguieron este río hacia el este hasta el lago Chad, hacia el norte alrededor de las orillas occidental y norte del lago y luego hacia el sur a lo largo de su orilla oriental. Aquí se encontraron con Joalland, que había viajado hacia el norte, por el lado este del lago, para encontrarse con ellos. Las expediciones unidas, ahora bajo el mando general de Lamy, regresaron al sur, al campamento base de Joalland en la margen derecha del río Chari, cerca de donde ingresa al lago Chad desde el sur. 
La expedición conjunta conquistó Kousséri en abril de 1900; poco después, el 21 de abril, se les unió una tercera expedición, la de Émile Gentil, que había entrado en la zona desde el Congo y los esperaba desde hacía algún tiempo en la región del lago Chad. Al día siguiente, en la batalla de Kousséri, esta fuerza combinada derrotó totalmente a las fuerzas de Rabih az-Zubayr, y Rabih murió en la lucha, desmoronándose su imperio con él. Este acontecimiento significó que la expedición original había cumplido todos sus objetivos principales, es decir, inspeccionar las tierras del norte de Nigeria y Níger (contribuyendo a una delimitación franco-británica más clara de las fronteras coloniales), unirse a la misión Foureau-Lamy y destruir imperio de Rabih, que permitió en septiembre la institución por parte del gobierno francés del territorio militar de Chad. 
Habiendo logrado sus objetivos, Joalland y Meynier abandonaron Chad y regresaron al Sudán francés y al río Níger en noviembre. Joalland, el médico Henric y los demás oficiales franceses, gracias al éxito militar de la campaña, pudieron evitar la corte marcial. Tanto Joalland como Meynier tuvieron carreras exitosas y se convirtieron en generales. 

## Reacciones en Francia
Cuando, en agosto de 1899, el gobierno hizo públicas las atrocidades cometidas por la expedición de Voulet y el asesinato de Klobb, surgió una tormenta de indignación en la prensa y la pretensión de Francia de tener una "misión civilizadora" en África quedó empañada, al igual que el ejército., cuyo prestigio ya estaba considerablemente debilitado por el caso Dreyfus. 
El eventual éxito de la expedición redujo en gran medida la indignación pública, y cuando el diputado radical Paul Vigné d'Octon propuso en la Asamblea Nacional el 7 de diciembre de 1900 la formación de una comisión parlamentaria de investigación, el gobierno rechazó la solicitud por considerarla "peligrosa y sin propósito".  El 1 de diciembre de 1902 se cerró una investigación solicitada por el Ministerio de Colonias, alegando que Voulet y Chanoine se habían vuelto locos por el terrible calor, el "soudanita aiguë".
En 1923, un joven administrador colonial, Robert Delaviignette, hizo abrir las tumbas de Voulet y Chanoine y las encontró vacías. 

## La misión en la literatura y el cine
Tras un largo período de olvido, el recuerdo de la expedición fue revivido en 1976 por el escritor Jacques-Francis Rolland en su Le Grand Captaine, galardonado con el Premio Maison de la Presse. El libro se centra en la figura de Voulet, visto como un individuo titánico, imprudente e insumiso, sanguinario por razones de estrategia. Abdoulaye Mamani adoptó una perspectiva muy diferente en 1980 en Sarraounia, la obra maestra de la ficción nigerina. Aquí el protagonista no es el conquistador, el invasor que es abiertamente censurado, sino la reina africana que se niega a someterse y cuyo heroísmo es ensalzado. No hay ninguna pretensión de imparcialidad: el propio autor llamó a su obra una novela comprometida, es decir, una novela con motivaciones políticas. 
Mamani participó en el guion de 1986 de Sarraounia, película basada en su novela y dirigida por el mauritano Med Hondo, en una coproducción Francia- Burkina Faso que obtuvo el primer premio en el Festival Panafricano de Cine y Televisión de Uagadugú. Una epopeya anticolonialista, la obra, como la de Mamani, se propone ofrecer una perspectiva histórica africana radicalmente nueva, contrarrestando la visión eurocéntrica.  Una película para televisión francesa producida por Serge Moati en 2004, Capitaines des ténèbres, se centra en la columna, y especialmente en sus dos capitanes. La película está abiertamente influenciada por la novela El corazón de las tinieblas de Joseph Conrad y, en particular, por su personaje Kurtz, de quien Voulet es visto como una encarnación. El material recogido para la película de Moati sirvió también de base para el documental Blancs de mémoire, dirigido por Manuel Gasquet, que sigue los pasos de la expedición y examina su impacto en los habitantes de las zonas por las que pasó. 
En 2020, el documental African Apocalypse sobre el horror del pasado colonial de Níger, que se centra en particular en el horrible comportamiento de Paul Voulet, se produjo como un recuento de no ficción de El corazón de las tinieblas de Joseph Conrad.

### Otras obras
- Finn Fuglestad: . In: . Vol. 67, Nr. 246, 1980, p. 73–87 (persee.fr).
- Gilbert Comte: L'Empire triomphant. Denoël, 1988.
- Muriel Mathieu: La mission Afrique centrale. L'Harmattan, collection «Racines du présent», 1996.
- Bertrand Taithe: The Killer Trail. A Colonial Scandal in the Heart of Africa. Oxford University Press, Oxford 2009.

### Novelas
- Jacques-Francis Rolland: Le grand capitaine. Un aventurier inconnu de l'épopée coloniale. Grasset, 1976 ISBN 9782246003427
- Jean-Claude Simoën: Les fils de roi. Le crépuscule sanglant de l'aventure africaine. Jean-Claude Lattès, 1996.
- Abdoulaye Mamani: Sarraounia. Le drame de la reine magicienne. L'Harmattan, collection «Encres noires», 2000.
- Patrick Girard: La Soudanite. Calmann-Lévy, 2002.
- Isabelle Calin: Sarraounia. La reine magicienne du Niger. Cauris Éditions, 2005.
- Serge Moati et Yves Laurent: Capitaines des ténèbres. Fayard, Paris 2006.